# Onorato I Caetani
Onorato Caetani (circa 1336 – Fondi, 20 aprile 1400) è stato un nobile e politico italiano.

## Biografia
Figlio primogenito di Nicola, conte di Fondi, e di Giacoma Orsini, nacque verso il 1336. 
Alla morte del padre avvenuta intorno al 1348 ereditò la contea di Fondi nella cui titolarità fu confermato nel 1352 da Giovanna I di Napoli. Ricoprì diversi incarichi di spicco all'interno del Stato Pontificio, in particolare quella di rettore di Campagna e Marittima. Il 20 settembre 1378, un gruppo di cardinali francesi, riuniti a Fondi sotto la protezione di Onorato, offrì in opposizione a Papa Urbano VI il trono pontificio a Roberto di Ginevra. Roberto accettò e fu eletto con il nome di Clemente VII dal conclave tenutosi nel palazzo Caetani di Fondi il 20 settembre 1378; ricevette dallo stesso Onorato la tiara pontificia quando fu consacrato nella cattedrale di S. Pietro di Fondi, dando così inizio allo Scisma d'Occidente che sarebbe stato destinato a durare quattro decenni. Negli anni Ottanta del Trecento, Onorato, che aveva ottenuto dall'antipapa il titolo a vita di conte di Fondi, Campagna e Marittima,  appoggiò Luigi I d'Angiò contro Carlo d'Angiò-Durazzo nel corso delle lotte per la successione del trono del regno di Napoli. Si mantenne fedele al figlio di Luigi, Luigi II d'Angiò, appoggiandolo nelle sue rivendicazioni contro  Ladislao di Durazzo. Nel frattempo Onorato continuava una politica in aperta opposizione al papato, congiurando con il re di Aragona e l'antipapa Benedetto XIII. Nel 1400 fu sconfitto dagli eserciti di Ladislao d'Angiò e di papa Bonifacio IX, morendo nell'aprile del 1400.